# Ráječko
Ráječko je obec v okresu Blansko v Jihomoravském kraji. Žije zde přibližně 1 400 obyvatel. Sousedními obcemi sídla jsou Rájec-Jestřebí, Vavřinec, Spešov, Blansko a Petrovice.

## Historie
První písemná zmínka o obci pochází z roku 1531 (Rageczko), kdy byla nejstarší část obce kolem bývalé stolárny poplužním dvorem Rájeckého zámku a administrativně náležela k rájeckému panství.
Počátkem 17. století bylo v obci 24 domů, po třicetileté válce z nich byly 3 pusté. V roce 1793 šlo o 47 domů a 200 obyvatel. Roku 1890 v obci žilo 557 obyvatel. Škola zde byla postavena roku 1825. Hasičský sbor byl založen roku 1899.
V květnu roku 2003 byla obec zasažena silnou povodní, která poškodila především komunikace po obci.
V roce 1995 byla v Ráječku postavena továrna německé společnosti Gossen Metrawatt, která byla následně odkoupena a rozšířena kanadskou společností Celestica a v současnosti (rok 2016) je areál vlastněn firmou Tyco International.
Od roku 1930 je v provozu místní pekárna, kterou založil Josef Blažek. V současné době dodává chléb, vyráběný podle původní receptury po celém okrese Blansko. 

### Působnost obecního úřadu
Úřadu sahá do daleké historie, měnily se pouze názvy v souvislosti s aktuální dobou. Dle záznamů obecní kroniky působili v čele obce až do roku 1848 rychtáři, od roku 1848 vedli obec starostové, od roku 1945 to byli předsedové místního národního výboru a od roku 1990 opět starostové. Název, tak jak je užíván dnes, „obecní úřad“, je od roku 1990.
| rychtář                 | Josef Blažek |
| poslední rychtář        | Jan Blažek   |
| starostové              |              |
| František Svoboda       | 1848–?       |
| František Skoták        | 1913–1919    |
| Jan Jakubec             | 1919–1927    |
| František Stloukal      | 1927–1938    |
| Jan Klimeš              | 1938–1945    |
| předsedové MNV          |              |
| Stanislav Stloukal      | 1945–1948    |
| Karel Macháček          | 1948–1950    |
| František Zábranský ml. | 1950–1951    |
| Bohumil Stloukal        | 1951–1952    |
| Josef Martinek          | 1952–1954    |
| Karel Zezula            | 1954–1957    |
| Karel Kučera            | 1957–1964    |
| Robert Vymazal          | 1964–1990    |
| opět starostové         |              |
| RNDr. Oldřich Dryšl     | 1990–1998    |
| Josef Tesař             | 1998–2006    |
| Vít Rajtšlégr           | od 2006      |

Sídlo obecního úřadu je pořád stejné, vždy bylo na náměstí 1. Máje, dříve užívaný název – Náves s kapličkou.

### Fotovoltaická elektrárna
V roce 2010 začala v obci stavba fotovoltaické elektrárny společností Papeno, kterou doprovázely mnohé kontroverze, následné zásahy Policie ČR, zajištění několika dělníků bez povolení pobytu a celá stavba byla zastavena Stavebním úřadem v Blansku pro zahájení stavby a terénní úpravy bez stavebního povolení.

## Obyvatelstvo
| Rok            | 1869 | 1880 | 1890 | 1900 | 1910 | 1921 | 1930  | 1950  | 1961  | 1970  | 1980  | 1991  | 2001  | 2011  | 2021  |
| -------------- | ---- | ---- | ---- | ---- | ---- | ---- | ----- | ----- | ----- | ----- | ----- | ----- | ----- | ----- | ----- |
| Počet obyvatel | 459  | 483  | 557  | 667  | 781  | 800  | 1 059 | 1 061 | 1 062 | 1 101 | 1 081 | 1 160 | 1 213 | 1 241 | 1 335 |
| Počet domů     | 62   | 72   | 74   | 93   | 118  | 134  | 190   | 241   | 248   | 268   | 274   | 333   | 342   | 372   | 386   |

## Obecní správa

### Obecní symboly
Znak a vlajka byly obci uděleny rozhodnutím předsedy Poslanecké sněmovny Parlamentu České republiky dne 4. června 1998.

#### Pečetní znamení
Obci bylo v roce 1767 nebo 1787 uděleno pečetní znamení, na němž je vyobrazeno loukoťové kolo s 8 loukotěmi, které je již na tomto pečetidle stylizováno tak, že připomíná svým tvarem slunce. Po prostudování dostupných materiálů bylo pro znak užito právě a pouze pečetní znamení, neboť je kladen důraz na jednoduchost a historickou kontinuitu znaku. Figura i štít jsou půleny, jednak proto, aby nemohlo dojít k záměně s jiným znakem, jedna proto, aby byl lépe vystižen charakter místa.

#### Znak
Pro znak byly vybrány dvě barvy – žlutá (zlatá) jako barva navozující kladné asociace – krásná krajina, slunce … a modrá jako barva vody, která provází a ovlivňovala (ovlivňuje) život obce (v minulosti časté záplavy …).

#### Vlajka
Návrh vlajky obce navazuje tvarově i barevně na její znak, poměr stran je 3 : 5. Pole vlajky je půleno na žlutou a modrou část. Ze středu vlajky vychází na každou stranu tři pruhy, dva diagonálně, jeden vodorovně, střední svislý pruh prochází středem je půlen. Šířka pruhu je 1/10 šířky pole praporu.

## Pamětihodnosti
- Boží muka

## Slavní rodáci
- Zdeněk Kůrka (* 1974), mašér
- Arnošt Bechr (* 1952), malíř a kreslíř

## Fotogalerie

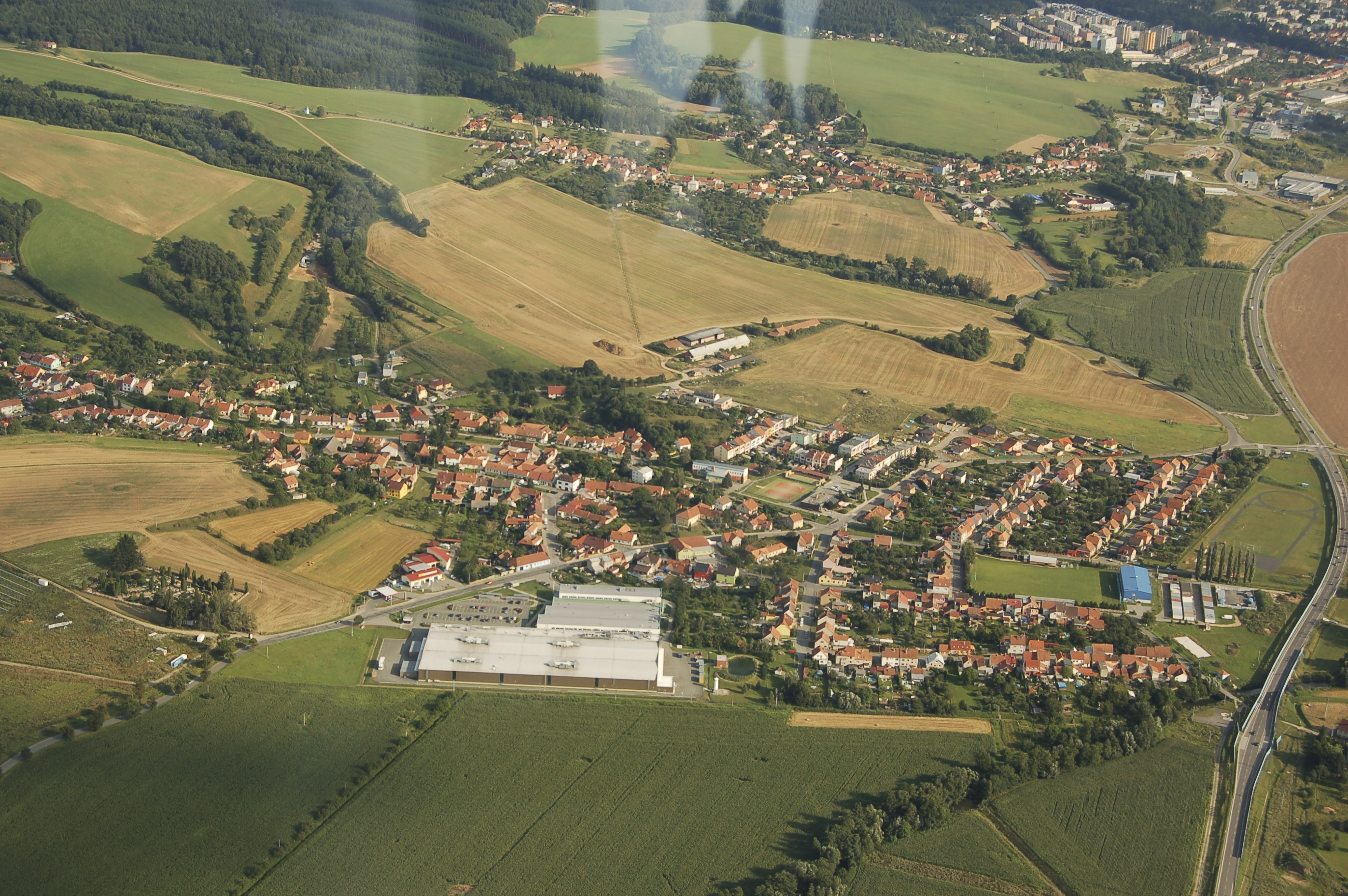
Letecký pohled
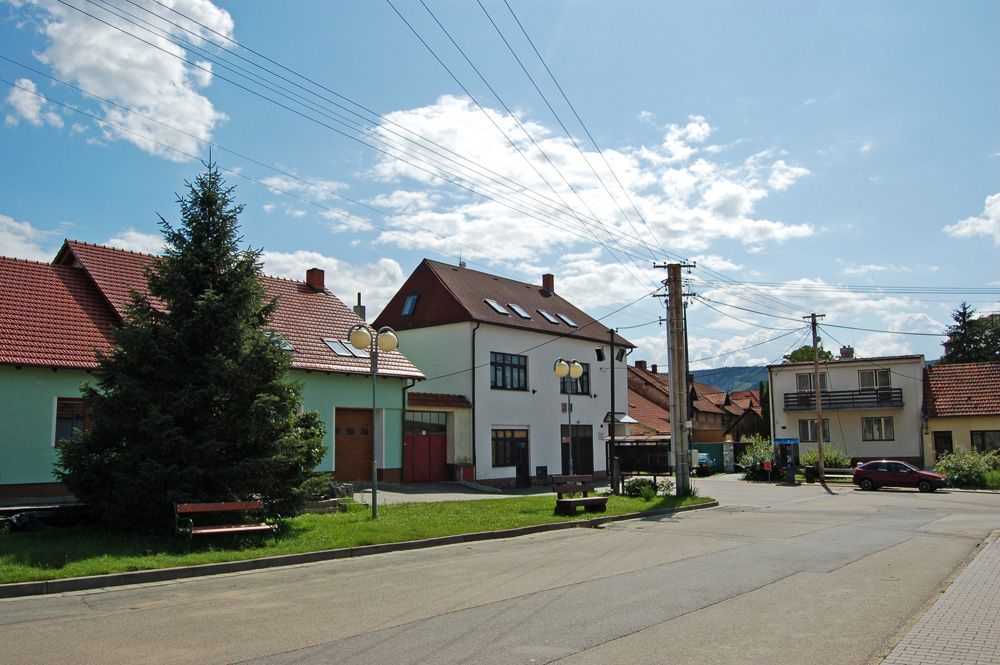
Obecní úřad
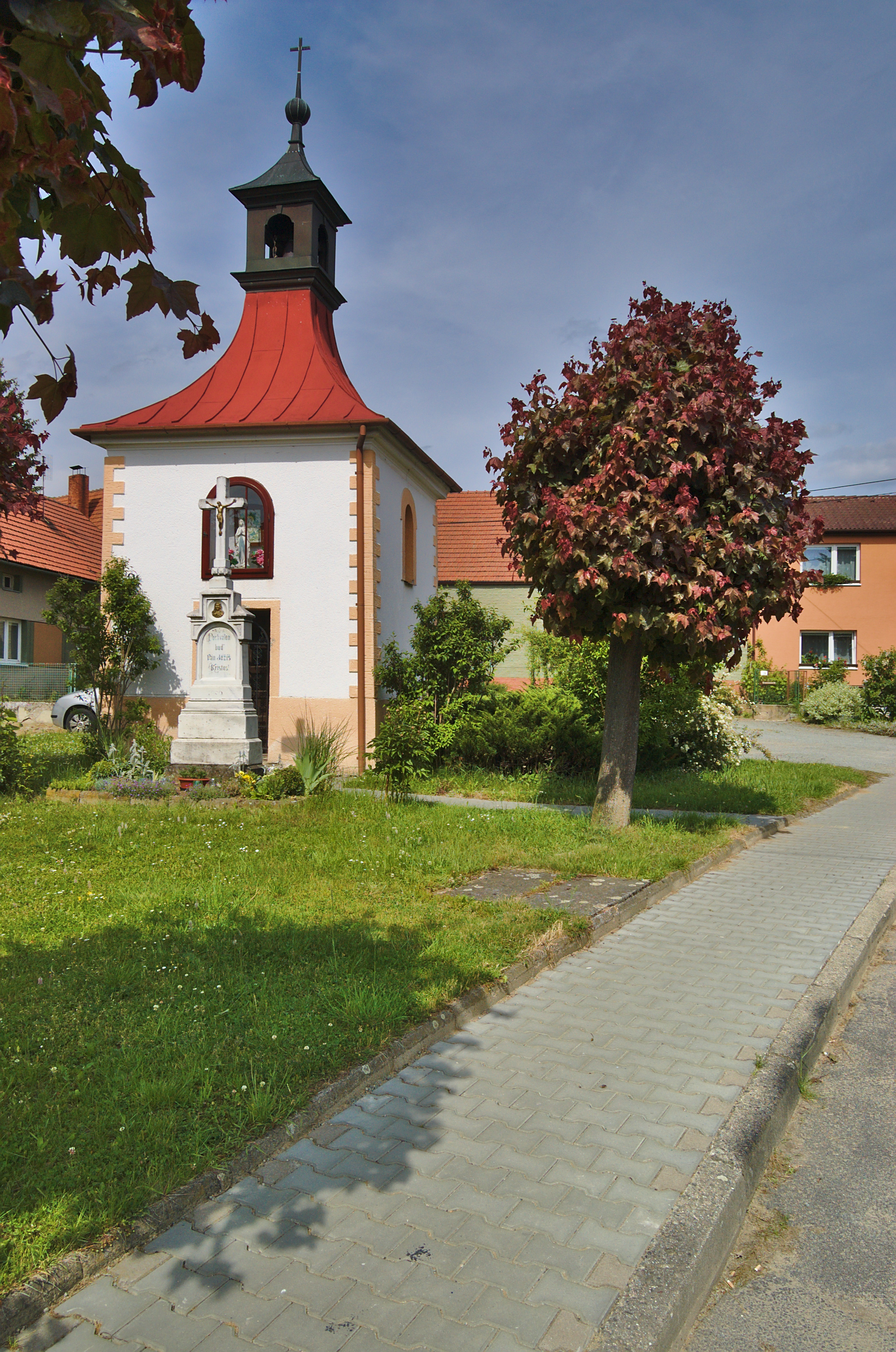
Kaple svaté Anny
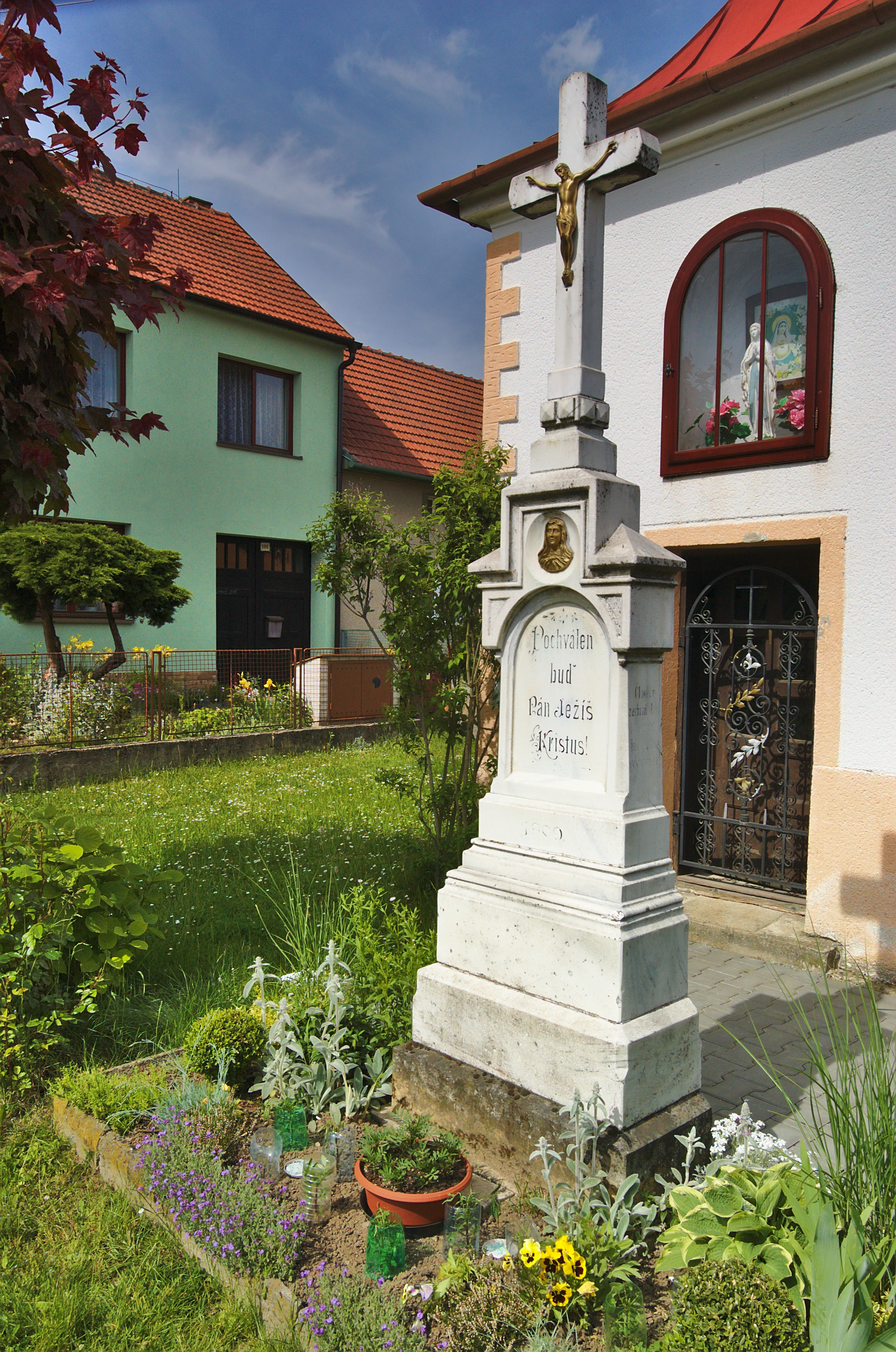
Kříž před kaplí
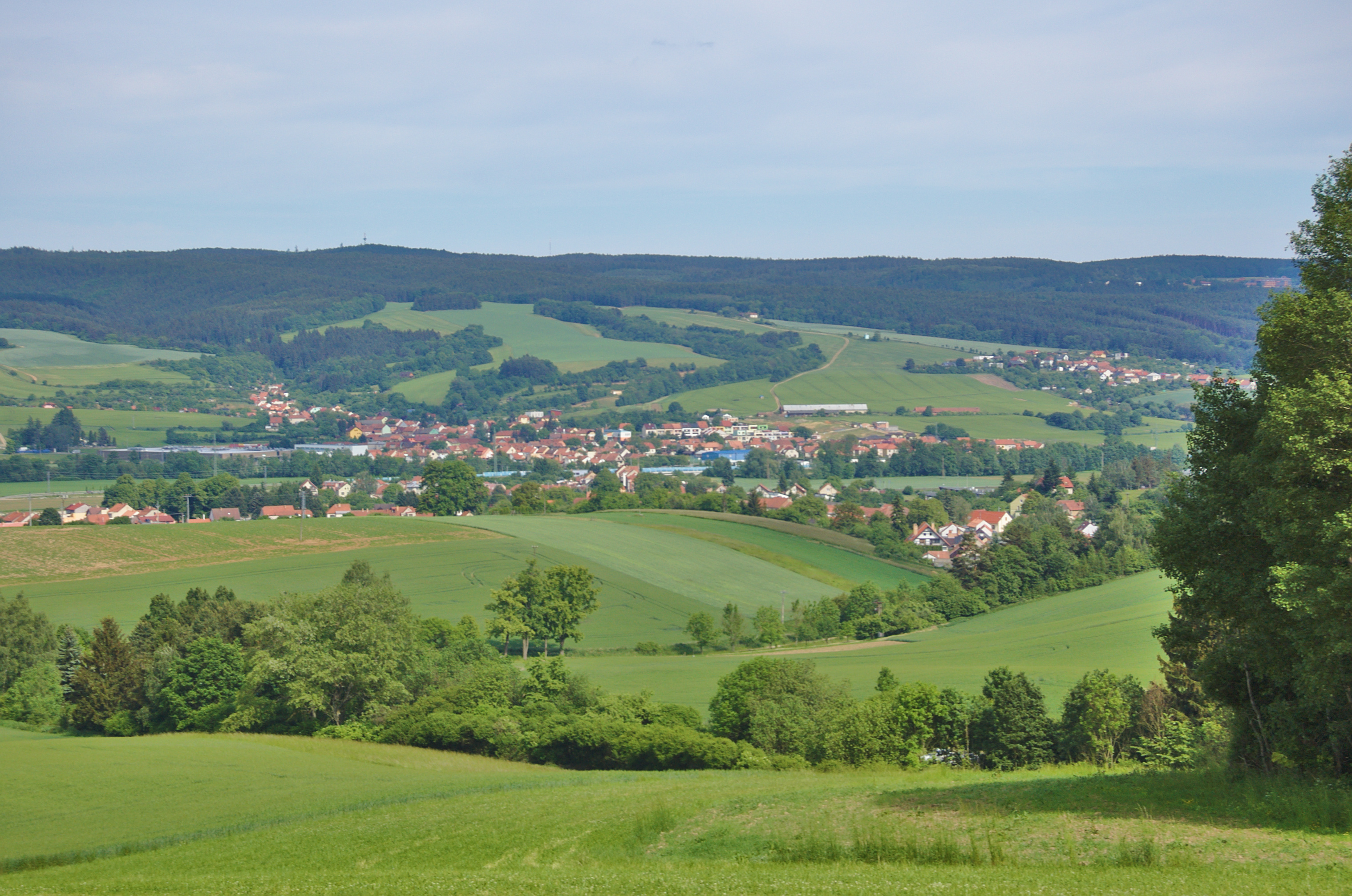
Pohled na Ráječko od západu
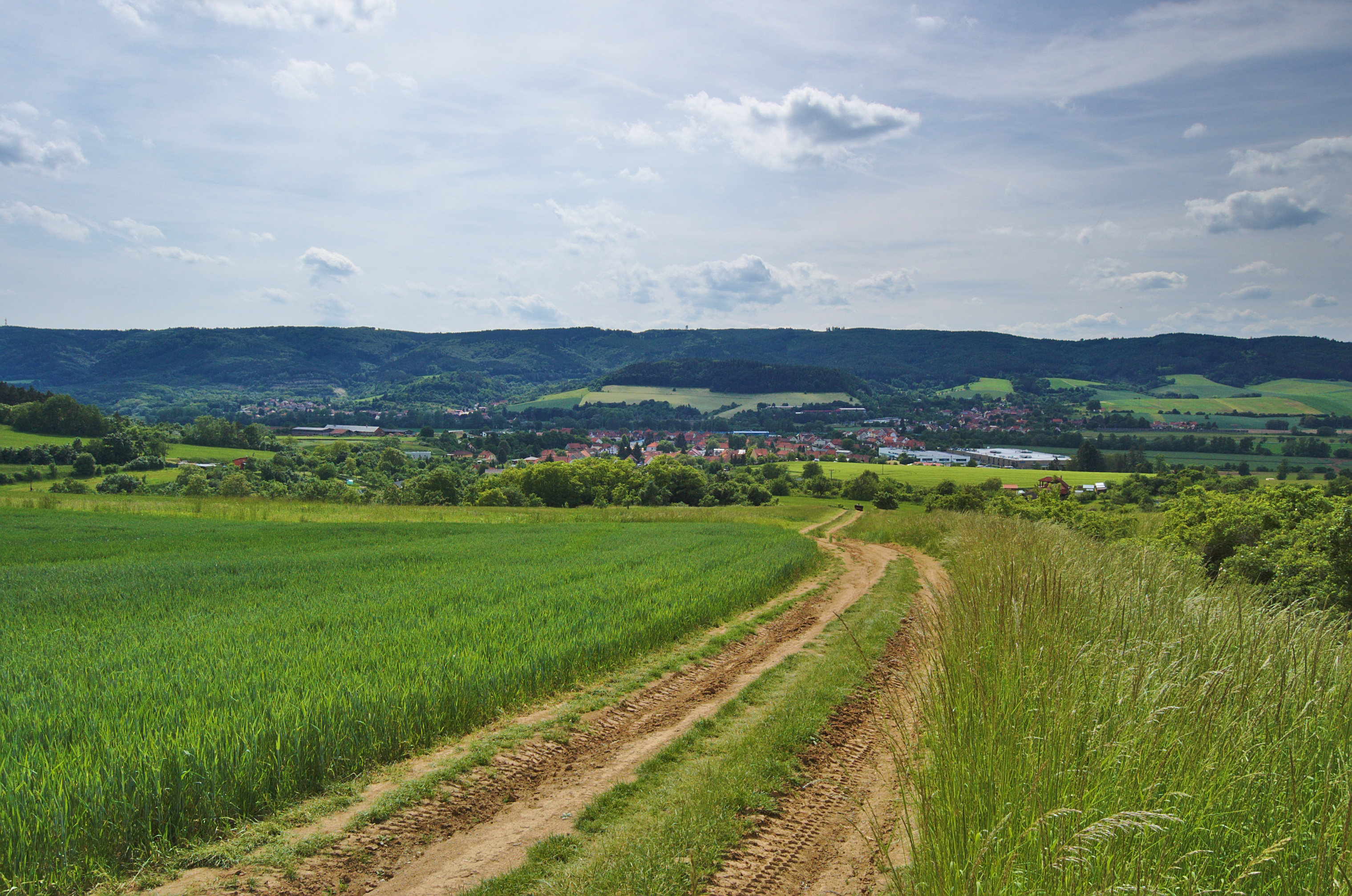
Pohled na Ráječko od východu